# Сан-Лучидо
Сан-Лучидо (італ. San Lucido, сиц. Santu Lùcidu) — муніципалітет в Італії, у регіоні Калабрія,  провінція Козенца.
Сан-Лучидо розташований на відстані близько 420 км на південний схід від Рима, 70 км на північний захід від Катандзаро, 18 км на захід від Козенци.
Населення — 6106 осіб (2014).
Щорічний фестиваль відбувається 24 червня. Покровитель — San Giovanni.

## Демографія
Населення за роками:

Станом на 1 січня 2023 року в муніципалітеті офіційно проживало 355 іноземців з 33 країн, серед них 113 громадян країн Євросоюзу та 14 громадян України.

## Сусідні муніципалітети
- Фальконара-Альбанезе
- Паола
- Ренде
- Сан-Філі